# Resolutie 1086 Veiligheidsraad Verenigde Naties
Resolutie 1086 van de Veiligheidsraad van de Verenigde Naties werd unaniem door de VN-Veiligheidsraad aangenomen op 5 december 1996, en verlengde de UNSMIH-ondersteuningsmissie in Haïti met een half jaar.

## Achtergrond
Na decennia onder dictatoriaal bewind won Jean-Bertrand Aristide in december 1990 de verkiezingen in Haïti. In september 1991 werd hij met een staatsgreep verdreven. Nieuwe verkiezingen werden door de internationale gemeenschap afgeblokt waarna het land in de chaos verzonk. Na Amerikaanse bemiddeling werd Aristide in 1994 in functie hersteld.

## Inhoud

### Waarnemingen
In de voorbije maanden was de veiligheidssituatie in Haïti verbeterd en was de politie er, mede door de UNSMIH-missie, beter geworden. Doch ging die veiligheidssituatie volgens een rapport van secretaris-generaal Boutros Boutros-Ghali op en neer.

### Handelingen
Het belang van de politie en het rechtssysteem werden bevestigt. De Veiligheidsraad verlengde een laatste keer het mandaat van UNSMIH, tot 31 mei 1997. De secretaris-generaal werd gevraagd om tegen 31 maart 1997 te rapporteren over de uitvoering van deze resolutie en aanbevelingen te doen over de afslanking van de missie en de vorm van een opvolgende internationale aanwezigheid in Haïti.

## Verwante resoluties
- Resolutie 1063 Veiligheidsraad Verenigde Naties
- Resolutie 1085 Veiligheidsraad Verenigde Naties
- Resolutie 1123 Veiligheidsraad Verenigde Naties (1997)
- Resolutie 1141 Veiligheidsraad Verenigde Naties (1997)

Lijst ·  1036 ·  1037 ·  1038 ·  1039 ·  1040 ·  1041 ·  1042 ·  1043 ·  1044 ·  1045 ·  1046 ·  1047 ·  1048 ·  1049 ·  1050 ·  1051 ·  1052 ·  1053 ·  1054 ·  1055 ·  1056 ·  1057 ·  1058 ·  1059 ·  1060 ·  1061 ·  1062 ·  1063 ·  1064 ·  1065 ·  1066 ·  1067 ·  1068 ·  1069 ·  1070 ·  1071 ·  1072 ·  1073 ·  1074 ·  1075 ·  1076 ·  1077 ·  1078 ·  1079 ·  1080 ·  1081 ·  1082 ·  1083 ·  1084 ·  1085 ·  1086 ·  1087 ·  1088 ·  1089 ·  1090 ·  1091 ·  1092